# Electroejaculació

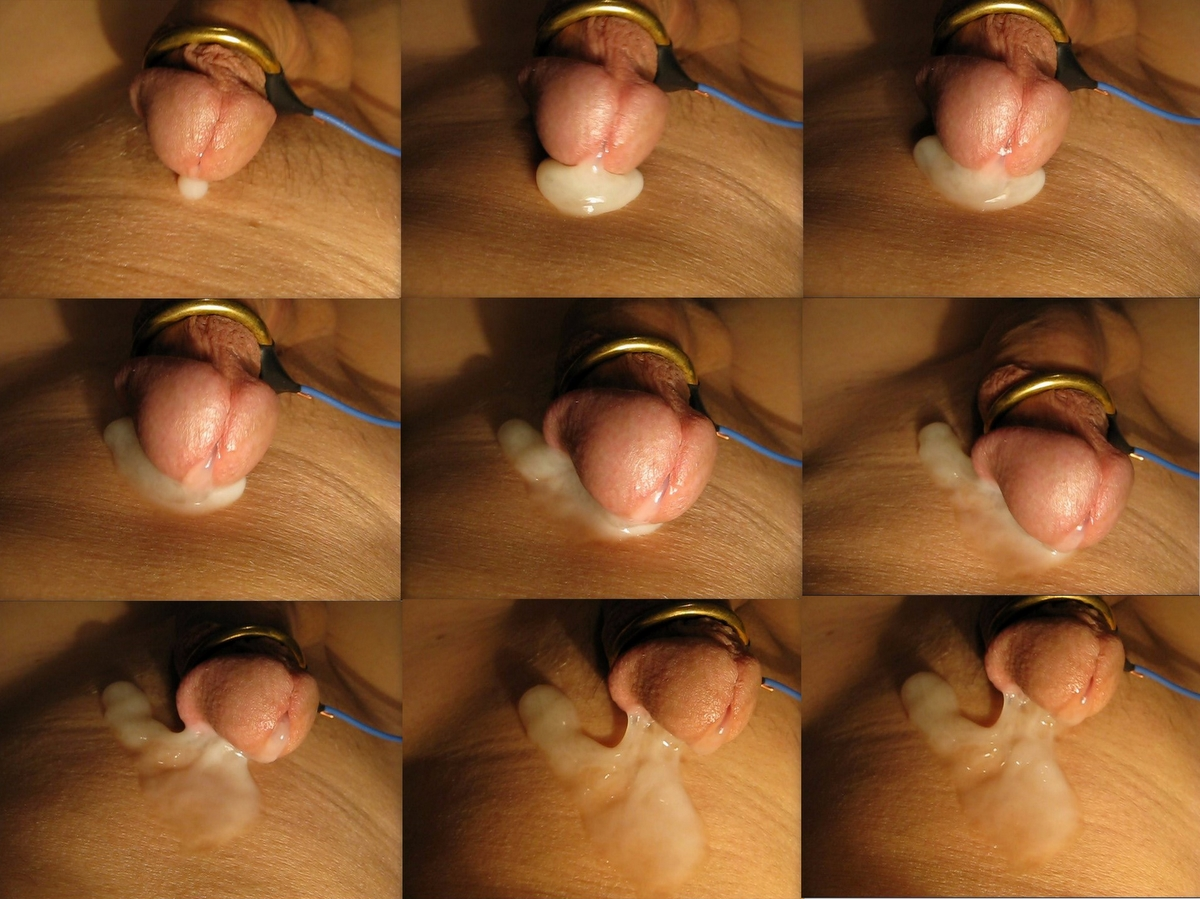
La electroejaculació en humans

La electroejaculació és un procediment usat per a obtenir mostres de semen de mascles mamífers sexualment madurs. Aquesta tècnica s'aplica en programes de millora i de recerca en diverses espècies, com també en el tractament de anaejaculació i disfuncions ejaculatòries en humans.
La electroejaculació se sol dur a terme sota anestèsia general. S'insereix una sonda elèctrica dins el recte adjacent a la pròstata. La sonda emet una lleu corrent elèctric que estimula els nervis propers, resultant la contracció dels músculs pelvians, i  ejaculant. És un procediment usual de la tècnica de la inseminació artificial en grans mamífers, particularment toros i alguns altres animals domèstics, tant com en humans amb certs tipus de paràlisi o de disfunció erèctil.